# .cm
.cm — в Інтернеті, національний домен верхнього рівня (ccTLD) для Камеруну.

## Домени 2-го та 3-го рівнів
В цьому національному домені нараховується близько 166,000 [Архівовано 11 квітня 2022 у Wayback Machine.] вебсторінок (станом на січень 2007 року).
У наш час використовуються та приймають реєстрації доменів 3-го рівня такі доменні суфікси (відповідно, існують такі домени 2-го рівня):
| Суфікс  | Регламентовані користувачі          |
| .gov.cm | Державні та урядові установи        |
| .org.cm | Неприбуткові, неурядові організації |